# 고양 원각사 달마대사관심론
고양 원각사 달마대사관심론(高陽 元覺寺 達磨大師觀心論)은 대한민국 경기도 고양시 일산서구, 원각사에 있는 조선시대의 불경이다. 2010년 3월 23일 경기도의 유형문화재 제242호로 지정되었다.

## 개요
지정 대사본인 문수사판은 한국 선종사에 있어서 사상적 이념을 제공한 불교문헌으로 평가되고 있고, 국내에서 원각사에만 유일하게 소장되어 있는 매우 희귀한 선종문헌의 일종이다.

## 같이 보기
- 달마대사관심론

## 참고 자료
- 고양 원각사 달마대사관심론 - 국가유산청 국가유산포털